# Temporada 1992-93 de los Dallas Mavericks
La temporada 1992-93 fue la decimotercera de los Dallas Mavericks en la NBA. La temporada regular acabó con 11 victorias y 71 derrotas, ocupando el decimotercer y último puesto de la conferencia Oeste, no logrando clasificarse para los playoffs.

## Elecciones en elDraft
| Ronda | Puesto | Jugador     | Posición  | Nacionalidad   | Universidad |
| ----- | ------ | ----------- | --------- | -------------- | ----------- |
| 1     | 4      | Jim Jackson | Escolta   | Estados Unidos | Ohio State  |
| 2     | 30     | Sean Rooks  | Ala-Pívot | Estados Unidos | Arizona     |

## Temporada regular
| División Medio Oeste   | División Medio Oeste | División Medio Oeste | División Medio Oeste | División Medio Oeste | División Medio Oeste | División Medio Oeste | División Medio Oeste | División Medio Oeste |
| Equipo                 | G                    | P                    | %                    | PD                   | Casa                 | Fuera                | Div                  |                      |
| ---------------------- | -------------------- | -------------------- | -------------------- | -------------------- | -------------------- | -------------------- | -------------------- | -------------------- |
| y-Houston Rockets      | 55                   | 27                   | .671                 | —                    | 31–10                | 24–17                | 19–7                 |                      |
| x-San Antonio Spurs    | 49                   | 33                   | .598                 | 6                    | 31–10                | 18–23                | 17–9                 |                      |
| x-Utah Jazz            | 47                   | 35                   | .573                 | 8                    | 28–13                | 19–22                | 16–10                |                      |
| Denver Nuggets         | 36                   | 46                   | .439                 | 19                   | 28–13                | 8–33                 | 13–13                |                      |
| Minnesota Timberwolves | 19                   | 63                   | .232                 | 36                   | 11–30                | 8–33                 | 10–16                |                      |
| Dallas Mavericks       | 11                   | 71                   | .134                 | 44                   | 7–34                 | 4–37                 | 3–23                 |                      |

## Estadísticas
| Rk | Jugador          | Edad | P  | PT | MP   | TC  | TCI  | %TC  | T3  | T3I | %T3  | TL  | TLI | %TL  | RO  | RD  | RT  | AS  | RB  | TAP | BP  | FP  | PTS  |
| -- | ---------------- | ---- | -- | -- | ---- | --- | ---- | ---- | --- | --- | ---- | --- | --- | ---- | --- | --- | --- | --- | --- | --- | --- | --- | ---- |
| 1  | Derek Harper     | 31   | 62 | 60 | 34.0 | 6.3 | 15.1 | .419 | 1.6 | 4.1 | .393 | 3.9 | 5.1 | .756 | 0.7 | 1.3 | 2.0 | 5.4 | 1.3 | 0.3 | 2.2 | 2.3 | 18.2 |
| 2  | Jim Jackson      | 22   | 28 | 28 | 33.5 | 6.6 | 16.6 | .395 | 0.8 | 2.6 | .288 | 2.4 | 3.3 | .739 | 1.5 | 2.9 | 4.4 | 4.7 | 1.4 | 0.4 | 4.1 | 2.9 | 16.3 |
| 3  | Terry Davis      | 25   | 75 | 74 | 32.8 | 5.2 | 11.5 | .455 | 0.0 | 0.1 | .250 | 2.2 | 3.7 | .594 | 3.5 | 5.9 | 9.3 | 0.9 | 0.5 | 0.4 | 2.1 | 2.7 | 12.7 |
| 4  | Sean Rooks       | 23   | 72 | 68 | 29.0 | 5.1 | 10.4 | .493 | 0.0 | 0.0 | .000 | 3.3 | 5.4 | .602 | 2.7 | 4.7 | 7.4 | 1.3 | 0.5 | 1.1 | 2.2 | 2.8 | 13.5 |
| 5  | Mike Iuzzolino   | 25   | 70 | 23 | 25.3 | 3.2 | 6.8  | .462 | 0.8 | 2.1 | .375 | 1.6 | 2.1 | .765 | 0.4 | 1.6 | 2.0 | 4.7 | 0.7 | 0.1 | 1.8 | 1.4 | 8.7  |
| 6  | Doug Smith       | 23   | 61 | 42 | 25.0 | 4.7 | 10.9 | .434 | 0.0 | 0.1 | .000 | 0.9 | 1.2 | .757 | 1.6 | 3.8 | 5.4 | 1.7 | 0.8 | 0.9 | 1.9 | 4.6 | 10.4 |
| 7  | Randy White      | 25   | 64 | 20 | 22.4 | 3.7 | 8.4  | .435 | 0.2 | 0.7 | .238 | 2.2 | 2.9 | .750 | 2.4 | 3.4 | 5.8 | 0.8 | 1.0 | 0.7 | 1.7 | 3.5 | 9.7  |
| 8  | Walter Bond      | 23   | 74 | 38 | 21.3 | 3.1 | 7.6  | .402 | 0.1 | 0.6 | .167 | 1.7 | 2.3 | .772 | 0.7 | 1.9 | 2.6 | 1.6 | 1.0 | 0.2 | 1.5 | 3.0 | 8.0  |
| 9  | Tim Legler       | 26   | 30 | 0  | 21.0 | 3.5 | 7.9  | .437 | 0.7 | 2.2 | .338 | 1.9 | 2.4 | .803 | 0.8 | 1.1 | 1.9 | 1.5 | 0.8 | 0.2 | 0.9 | 2.1 | 9.6  |
| 10 | Morlon Wiley     | 26   | 33 | 13 | 19.4 | 2.1 | 5.2  | .405 | 1.2 | 3.1 | .379 | 0.4 | 0.5 | .667 | 0.6 | 1.1 | 1.7 | 3.0 | 1.2 | 0.0 | 1.5 | 2.4 | 5.8  |
| 11 | Brian Howard     | 25   | 68 | 22 | 19.0 | 2.7 | 6.1  | .442 | 0.0 | 0.1 | .143 | 1.1 | 1.4 | .766 | 1.0 | 2.1 | 3.1 | 1.0 | 0.8 | 0.5 | 1.0 | 3.2 | 6.5  |
| 12 | Dexter Cambridge | 23   | 53 | 13 | 16.7 | 2.8 | 5.9  | .484 | 0.0 | 0.1 | .000 | 1.3 | 1.9 | .687 | 1.7 | 1.5 | 3.2 | 1.1 | 0.5 | 0.1 | 1.2 | 2.4 | 7.0  |
| 13 | Donald Hodge     | 23   | 79 | 8  | 16.0 | 2.0 | 5.1  | .403 | 0.0 | 0.0 |      | 0.9 | 1.3 | .683 | 1.2 | 2.5 | 3.7 | 0.9 | 0.4 | 0.5 | 1.1 | 2.6 | 5.0  |
| 14 | Lamont Strothers | 24   | 9  | 0  | 15.3 | 2.2 | 6.8  | .328 | 0.2 | 1.4 | .154 | 0.9 | 1.1 | .800 | 0.9 | 0.7 | 1.6 | 1.4 | 0.9 | 0.0 | 1.7 | 1.4 | 5.6  |
| 15 | Tracy Moore      | 27   | 39 | 1  | 13.1 | 2.6 | 6.4  | .414 | 0.6 | 1.7 | .343 | 1.4 | 1.6 | .869 | 0.6 | 0.7 | 1.3 | 1.2 | 0.5 | 0.1 | 0.8 | 1.4 | 7.2  |
| 16 | Radisav Ćurčić   | 27   | 20 | 0  | 8.3  | 0.8 | 2.1  | .390 | 0.0 | 0.0 |      | 1.3 | 1.8 | .722 | 0.9 | 1.6 | 2.5 | 0.6 | 0.4 | 0.1 | 0.4 | 1.5 | 2.9  |
| 17 | Steve Bardo      | 24   | 23 | 0  | 7.6  | 0.8 | 2.7  | .306 | 0.0 | 0.3 | .167 | 0.5 | 0.7 | .706 | 0.4 | 1.2 | 1.6 | 1.3 | 0.3 | 0.1 | 0.7 | 1.2 | 2.2  |
| 18 | Walter Palmer    | 24   | 20 | 0  | 6.2  | 1.4 | 2.9  | .474 | 0.0 | 0.0 |      | 0.3 | 0.5 | .667 | 0.6 | 1.6 | 2.2 | 0.3 | 0.1 | 0.3 | 0.5 | 1.5 | 3.0  |